# Mauch Chunk (Album)
Mauch Chunk ist ein Jazzalbum von Mostly Other People Do the Killing. Die am 23. Mai 2015 in den Oktaven Studios, Mount Vernon (New York), entstandenen Aufnahmen erschienen im Oktober 2015 auf Hot Cup Records.

## Hintergrund
Mostly Other People Do the Killing wurde von Bassist Moppa Elliott und Trompeter Peter Evans gegründet, die sich Ende der 90er Jahre als Studenten des Oberlin Conservatory of Music in Ohio kennenlernten. Als die beiden nach New York zogen, schlossen sich der Saxophonist Jon Irabagon und der Schlagzeuger Kevin Shea 2002 an und gründeten so das langjährige Quartett. Mauch Chunk, das achte Studioalbum des Ensembles, ist die erste Aufnahme, bei der mit Evans ein Gründungsmitglied die Band verlassen hat. Pianist Ron Stabinsky, mittlerweile viertes Mitglied des Quartetts, war bereits 2013 mit Mostly Other People Do the Killing live aufgetreten und hatte die Gruppe zwischenzeitig zu einem Quintett erweitert, das auch auf Blue (Hot Cup Records, 2014) dokumentiert worden war, einer Nachbildung von Miles Davis’ bahnbrechendem Album Kind of Blue (Columbia, 1959).
Als Songtitel hat Bassist Moppa Elliott, wie schon bei vorangegangenen Alben willkürliche Ortsnamen aus seiner Heimat Pennsylvania gewählt – obwohl hier einer von ihnen, „Herminie“, gewählt wurde, weil es die Heimatstadt des Widmungsträgers Sonny Clark ist. Aber die Titel-gebende Stadt Mauch Chunk existiert nicht mehr, weil sie den Namen der Stadt in Jim Thorpe geändert haben, um den Tourismus zu stärken und den großen indianischen Athleten zu ehren. Elliotts Liner Notes (geschrieben unter seinem üblichen Pseudonym Leonard Featherweight) widmen sich ausschließlich der Diskussion über die Namensänderung und der Karriere von Jim Thorpe.

## Titelliste
- Mostly Other People Do the Killing: Mauch Chunk[4]

1. Mauch Chunk is Jim Thorpe (for Henry Threadgill) 5:27
2. West Bolivar (for Caetano Veloso) 6:16
3. Obelisk (for Dave Holland) 6:40
4. Niagra (for Will Connell) 5:58
5. Herminie (for Sonny Clark) 4:51
6. Townville (for Brieanne Beaujolais) 11:53
7. Mehoopany (for Frank Fonseca) 04:49

Die Kompositionen stammen von Moppa Elliott.

## Rezeption

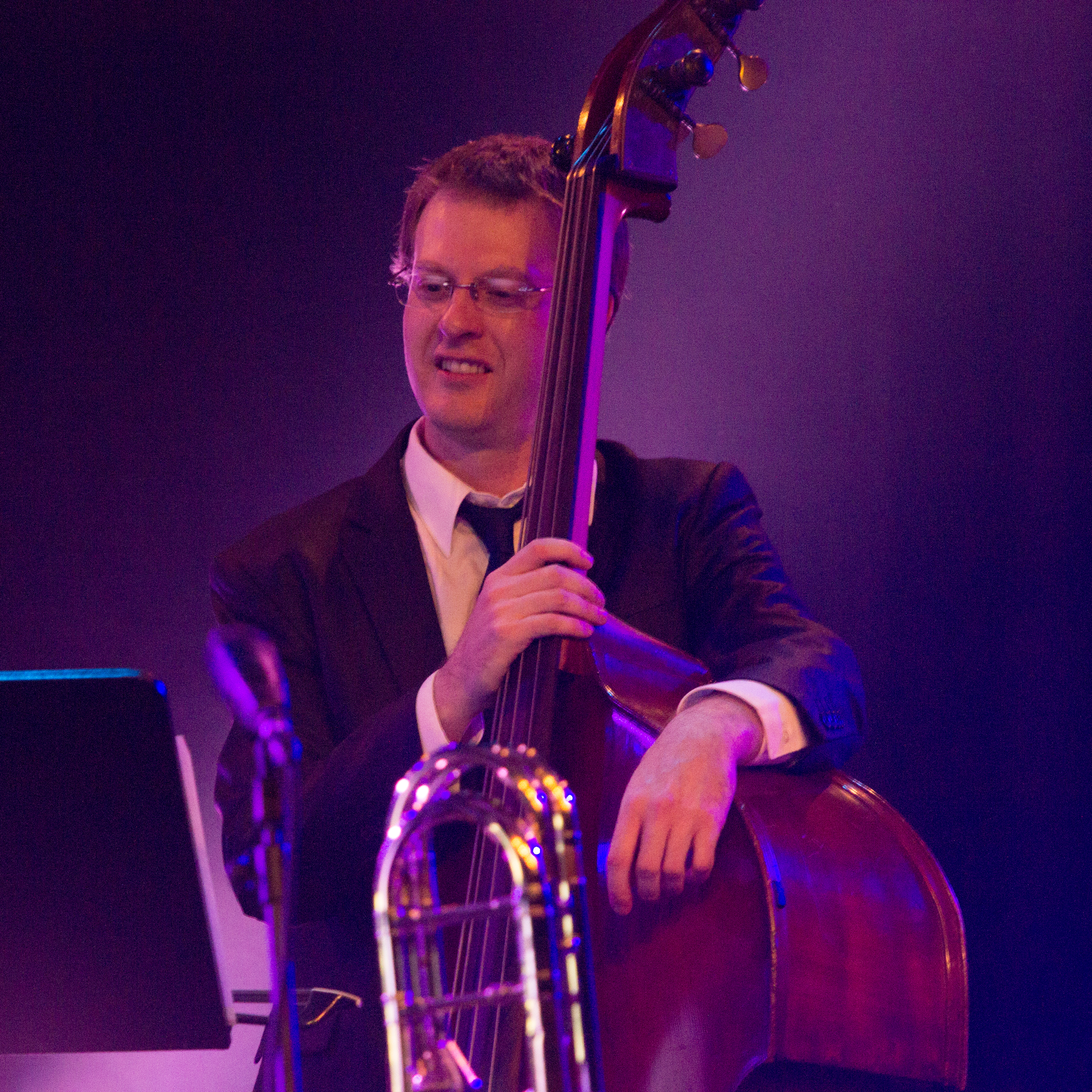
Moppa Elliott 2014

Nach Ansicht von Karl Ackermann, der das Album in All About Jazz rezensierte, habe sich mit dem zuvor erfolgten Abgang von Peter Evans das Zusammenspiel der Gruppe geändert, wenn nicht sogar die Methodik; wenn auch immer noch zwischen Bop und freier Improvisation angesiedelt, mit gelegentlichen Anspielungen auf Kammerjazz und zwischen Struktur und freier Form. Auch wenn die breitere Anerkennung von Mostly Other People Do the Killing zunehme, sei es angebracht, darauf hinzuweisen, dass Elliott zu einem führenden Komponisten komplexer Partituren mit dieser Art von Hochseilflexibilität geworden sei, die erforderlich ist, um zwischen Struktur und Improvisation zu manövrieren. Das neue Quartett könne, wie die Gruppe aus der Evans-Ära, wie ein großes Ensemble oder ein intimer Club-Act klingen, wenn sie nahtlos vom lyrischen Ausdruck zum „Sound eines explodierenden Schrottplatzes“ übergehen. Nach mehr als zehn Jahren klinge Mostly Other People Do the Killing besser denn je; neu belebt, verschmitzt und vielleicht eher bereit, inmitten dieser facettenreichen Werke durchzuatmen.
Zwar liefern Mostly Other People Do the Killing, „die bösen Jungs des Jazz“, mit Mauch Chunk kein geradliniges Hardbop-Album ab, aber dies sei dem Genre so nah wie möglich, schrieb Mark Sullivan (All About Jazz). Das neu besetzte Quartett mit dem Pianisten Ron Stabinsky scheint den Gruppensound zu erden  und es gebe auch weniger offensichtliche Dekonstruktionen und Zitate des klassischen Jazz als sonst. Der Saxophonist Jon Irabagon bleibe während der gesamten Session bei seinem Altsaxophon, etwas, was er seit einiger Zeit nicht mehr getan habe. Das quasi titelgebende Stück „Mauch Chunk Is Jim Thorpe“ eröffne das Programm mit einem munteren Swing, und sie bleibe auch in diesem Idiom … aber Irabagon könne nicht widerstehen, während seines Solos ein Zitat aus dem Standard „Misty“ einzuwerfen.
Es könnte alles irgendwie nach einer „Schau-wie-clever-wir-sind“-Attitüde klingen, die ärgerlich wäre, wenn Mauch Chunk nicht nur ein rundum unterhaltsames Album zum Kennenlernen wäre, schrieb John Garratt in Pop Matters. Trotz der verwirrenden Hintergrundgeschichte, wie eine Stadt in Pennsylvania namens Mauch Chunk zu Jim Thorpe wurde, um den Tourismus anzukurbeln, könne das erste Stück des Albums die Hörer dazu bewegen, den Kopf zu schütteln und mit den Zehen in sehr unterschiedlichen Metren zu wippen. Mit einer Länge von fast 12 Minuten könnte man sagen, dass „Townville“ das Herzstück von ses Albums ist, da die Anzahl der auftretenden Änderungen und die Vielfalt, die sie mit sich bringen, das Hören auf eine Miniaturtour durch die Fähigkeiten von Mostly Other People Do the Killing mitnehmen soll.